# Anicetus felix
Anicetus felix är en stekelart som först beskrevs av Girault 1915.  Anicetus felix ingår i släktet Anicetus och familjen sköldlussteklar. Inga underarter finns listade i Catalogue of Life.